# Tegan Moss
Tegan Moss (Vancouver, 7 de fevereiro de 1985) é uma atriz canadense de filmes e televisão. Moss nasceu em Vancouver, Canadá e tem dois irmãos: Rory Moss e Jesse Moss, sendo este último ator. Seu nome tem origem galesa, e significa "a justa". Ela frequentou a Point Grey Secondary School e se formou em junho de 2003.
Suas atuações incluem uma participação no longa Free Style e Dr. Dolittle Million Dollar Mutts, ambos de 2009. Ela também atuou como Amanda Forrest em Sea People.

## Filmografia
Twelve Mile Road(Um caminho para dois

| Ano     | Título                           | Personagem             | Notas        |  |
| ------- | -------------------------------- | ---------------------- | ------------ |  |
| 1993    | Look Who's Talking Now           | Garota com cachorrinho |              |  |
| 1994    | Trust in Me                      | Kimberley Gray         |              |  |
| 1994    | Little Women                     | Minnie Kirk            |              |  |
| 1996    | Big Bully                        | Garota na sala         |              |  |
| 1996    | The Angel of Pennsylvania Avenue | Bernice Feagan         |              |  |
| 2000    | The Guilty                       | Faith                  |              |  |
| Roxanne | 2007                             | White Noise: The Light | Liz          |  |
| 2007    | Scar                             | Susie                  |              |  |
| 2008    | The Eye                          | Adolescente            |              |  |
| 2008    | Christmas Cottage                | Nanette                |              |  |
| 2008    | Free Style                       | Crystal                |              |  |
| 2009    | Wild Cherry                      | Hannah                 |              |  |
| 2010    | Charlie St. Cloud                | Cindy                  |              |  |
| 2011    | Lloyd the Conqueror              | Cassandra              |              |  |
| 2012    | Vikingdom                        | Freyja                 | Pós-produção |  |

| Ano       | Título                                                | Personagem                  | Notas                                                                           |
| --------- | ----------------------------------------------------- | --------------------------- | ------------------------------------------------------------------------------- |
| 1994      | Tears and Laughter: The Joan and Melissa Rivers Story | Marcie Werner               | Filme de TV                                                                     |
| 1994      | Someone Else's Child                                  | Andrea                      | Filme de TV                                                                     |
| 1994      | The X-Files                                           | Dana Scully jovem           | Episódio: "One Breath"                                                          |
| 1994      | The Hurricanes                                        | Vozes adicionais            | Série de TV                                                                     |
| 1995      | The Omen                                              | Garotinha                   | Filme de TV                                                                     |
| 1995      | Are You Afraid of the Dark?                           | Lisa                        | Episódio: "The Tale of C7"                                                      |
| 1996      | The X-Files                                           | Dana Scully jovem           | Episódio: "Piper Maru"                                                          |
| 1997      | Super Dave's All Stars                                | Página feminina             | Episódio: "1.102"                                                               |
| 1998      | RoboCop: Alpha Commando                               | Vozes adicionais            | Episódio: "Garden of Evil"                                                      |
| 1998      | The Color of Courage                                  | Maggie Sipes                | Filme de TV                                                                     |
| 1998-2001 | You, Me and the Kids                                  | Lisa / Kate (voz)           | 20 episódios                                                                    |
| 1999      | Sabrina: The Animated Series                          | (voz)                       | 4 episódios                                                                     |
| 1999      | War Planets                                           | Lady Zera (voz)             | Episódio: "Born in Fire" Episódio: "Girl's Night Out"                           |
| 1999      | Sea People                                            | Amanda Forrest              | Filme de TV                                                                     |
| 2000      | Casper's Haunted Christmas                            | Holly Jollimore (voz)       | Vídeo                                                                           |
| 2000-2001 | So Weird                                              | Rhonda                      | 4 episódios                                                                     |
| 2002      | Video Voyeur: The Susan Wilcox Story                  | Emily Wilson                | Filme de TV                                                                     |
| 2002      | Inspector Gadget's Last Case: Claw's Revenge          | Penny (voz)                 | Filme de TV                                                                     |
| 2003      | Twelve Mile Road                                      | Roxanne                     | Filme de TV                                                                     |
| 2003      | Gadget and the Gadgetinis                             | Penny (voz)                 | 15 episódios                                                                    |
| 2003      | Dead Like Me                                          | Fiona                       | Episódio: "Reaper Madness"                                                      |
| 2004      | Dead Like Me                                          | Fiona                       | Episódio: "Forget Me Not"                                                       |
| 2004      | Polly and the Pockets                                 | Polly                       | Vídeo                                                                           |
| 2004      | Jammin' in Jamaica                                    | Nolee (voz)                 | Curta de TV                                                                     |
| 2005      | My Scene Goes Hollywood: The Movie                    | Nolee (voz)                 | Vídeo                                                                           |
| 2005      | Inspector Gadget's Biggest Caper Ever                 | Penny (voz)                 | Vídeo                                                                           |
| 2005      | A Fairy Tale Christmas                                | Gruzinda / Garotinha (voz)  | Filme de TV                                                                     |
| 2005      | Murder Unveiled                                       | Veronica                    | Filme de TV                                                                     |
| 2005      | 2 Cool at the Pocket Plaza                            | Polly (voz)                 | Curta em vídeo                                                                  |
| 2006      | Merlin's Apprentice                                   | Yvonne                      | Minissérie de TV                                                                |
| 2006      | Eight Days To Live                                    | Becca Spring                | Filme de TV                                                                     |
| 2006      | Godiva's                                              | Dani                        | 3 episódios                                                                     |
| 2006      | A Girl Like Me: The Gwen Araujo Story                 | Lisa                        | Filme de TV                                                                     |
| 2006      | Alice, I Think                                        | Karen Field                 | 5 episódios                                                                     |
| 2006      | Pollyworld                                            | Polly (voz)                 | Vídeo                                                                           |
| 2007      | Seventeen and Missing                                 | Lori Janzen                 | Filme de TV                                                                     |
| 2007      | The Bad Son                                           | Christy McAdams             | Filme de TV                                                                     |
| 2007-2008 | Robson Arms                                           | Georgia 'Georgie' Goldstein | 6 episódios                                                                     |
| 2008      | 7 Things to Do Before I'm 30                          | Meredith Vargas             | Filme de TV                                                                     |
| 2008      | The Unquiet                                           | Tess                        | Filme de TV                                                                     |
| 2008      | NYC: Tornado Terror                                   | Lori Lawrence               | Filme de TV                                                                     |
| 2009      | Dr. Dolittle Million Dollar Mutts                     | Tiffany Monaco              | Vídeo                                                                           |
| 2009      | Fringe                                                | Rebecca                     | Episódio: "A New Day in the Old Town"                                           |
| 2010      | Degrassi: The Next Generation                         | Contestant Hayley           | Episódio: "Don't Let Me Get Me: Part 1" Episódio: "Don't Let Me Get Me: Part 2" |
| 2010      | November Christmas                                    | Vanessa adulta              | Filme de TV                                                                     |
| 2011      | Flashpoint                                            | Leslie MacCoy               | Episódio: "No Promises"                                                         |

## Prêmios e nomeações
| Ano  | Prêmio              | Categoria                                                                                         | Produção                         | Resultado |
| ---- | ------------------- | ------------------------------------------------------------------------------------------------- | -------------------------------- | --------- |
| 1997 | Young Artist Awards | Melhor Performance em um Filme de TV/Minissérie - Atriz Mirim                                     | The Angel of Pennsylvania Avenue | Indicado  |
| 2000 | Young Artist Awards | Melhor Performance em um Filme de TV ou Piloto - Atriz Mirim Principal                            | Sea People                       | Indicado  |
| 2007 | Gemini              | Melhor Performance por uma Atriz em um Papel de Coadjuvante em um Programa de Drama ou Minissérie | Eight Days to Live               | Indicado  |